# Rallye Neuseeland 1977
Die 8. Rallye Neuseeland (auch South Pacific Rally genannt) war der 5. Lauf zur Rallye-Weltmeisterschaft 1977. Sie fand vom 1. bis zum 7. Mai in der Region von Wellington statt. Von den 75 geplanten Wertungsprüfungen wurden sechs abgesagt.

## Klassifikationen

### Endergebnis
| Rang | Fahrer           | Co-Pilot           | Auto                   | Zeit (Std./Min./Sek.) | Rückstand Sieger (Std./Min./Sek.) Rückstand V (Std./Min./Sek.) |
| ---- | ---------------- | ------------------ | ---------------------- | --------------------- | -------------------------------------------------------------- |
| 1    | Fulvio Bacchelli | Francesco Rossetti | Fiat 131 Abarth        | 24:29:55              | 0:00:00                                                        |
| 2    | Ari Vatanen      | Jim Scott          | Ford Escort RS1800     | 24:31:29              | 0:01:34                                                        |
| 3    | Markku Alén      | Ilkka Kivimäki     | Fiat 131 Abarth        | 24:51:54              | 0:21:59 0:20:25                                                |
| 4    | Simo Lampinen    | Sölve Andreasson   | Fiat 131 Abarth        | 24:55:47              | 0:25:52 0:03:53                                                |
| 5    | Rod Millen       | Mike Franchi       | Mazda RX-3             | 25:47:59              | 1:18:04 0:52:12                                                |
| 6    | John Woolf       | Grant Whittaker    | Mazda RX-3             | 26:09:39              | 1:39:44 0:21:40                                                |
| 7    | John Sergel      | Mike Fletcher      | Ford Escort RS1800     | 28:12:48              | 3:42:53 2:03:09                                                |
| 8    | Richard Tippett  | Adrian Hercock     | Ford Escort RS2000     | 28:21:45              | 3:51:50 0:08:57                                                |
| 9    | Morrie Chandler  | Don Campbell       | Mitsubishi Colt Lancer | 28:26:41              | 3:56:46 0:04:46                                                |
| 10   | Alan Brough      | Mike Calvin        | Toyota Trueno          | 28:45:13              | 4:15:18 0:18:32                                                |

Insgesamt wurden 35 von 100 gemeldeten Fahrzeuge klassiert:

### Herstellerwertung
| Pos. | Team   | Punkte |
| ---- | ------ | ------ |
| 1    | Fiat   | 66     |
| 2    | Ford   | 64     |
| 3    | Opel   | 39     |
| 4    | Lancia | 32     |
| 5    | Toyota | 32     |

Die Fahrer-Weltmeisterschaft wurde erst ab 1979 ausgeschrieben.